# 世界の大規模ホテル一覧
世界の大規模ホテル一覧（せかいのだいきぼホテルいちらん）では、一般寝室・スイートルームを含めた客室2000以上を擁するホテルを列挙する。

## 世界のホテル客室数ランク
（注）ランク順位の数字の前にイコール記号が付く場合は、同点順位であることを表す。
| ランク | ホテル名                                                                                      | 都市                        | 室数  | 階数 |
| ------ | --------------------------------------------------------------------------------------------- | --------------------------- | ----- | --- |
| 1      | ファースト・ワールド・ホテル                                                                  | ゲンティンハイランド        | 7,351 | 24階（タワー 1）、28階（タワー 2） |
| 2      | ベネチアン                                                                                    | ラスベガス                  | 7,115 | 36階 |
| 3      | MGMグランド                                                                                   | ラスベガス                  | 6,852 | MGMグランド（本館、30階）、シグネチャー、スカイロフトおよびザ・マンションを含む。1993年以降、世界最大のホテル。 |
| 4      | シェラトン・マカオ                                                                            | マカオ                      | 6,000 | スカイタワーは39階、アースタワーは38階。 |
| 5      | ディズニー・オールスター・リゾート                                                            | オーランド                  | 5,524 | 30棟 - それぞれ3階建て（ディズニーはオールスター・ムービーズ、オールスター・ミュージックおよびオールスター・スポーツにそれぞれ客室を売却しており、それらは別個のホテルとして営業している。このランクは全てを一つのホテルとして扱っている。） |
| 6      | イズマイロヴォ・ホテル                                                                        | モスクワ                    | 5,000 | 4棟（アルファ、ベータ、ヴェガ、ガンマ‐デルタ）、それぞれ30階建て。1980年以降、1993年にMGMグランドに抜かれるまで世界最大のホテルだった。 |
| 7      | ウィン・ラスベガス + アンコール・ラスベガス                                                   | ラスベガス                  | 4,734 | 45/48階（2棟） |
| 8      | ルクソール・ラスベガス                                                                        | ラスベガス                  | 4,408 | 22/22/36階（3棟） |
| 9      | ジ・ホテル（デラーノ） + マンダレイ・ベイ + フォーシーズンズ                                  | ラスベガス                  | 4,332 | 43階 |
| 10     | アンバサダー・シティ・ジョムティエン                                                          | パッタヤー                  | 4,219 | |
| 11     | エクスカリバー                                                                                | ラスベガス                  | 4,008 | 28階（2棟） |
| 12     | アリア・リゾート&カジノ                                                                       | ラスベガス                  | 4,004 | 61階 |
| 13     | シーザーズ・パレス                                                                            | ラスベガス                  | 3,960 | 29/26/22/14/14/?階（6棟） |
| 14     | ベラージオ                                                                                    | ラスベガス                  | 3,950 | 36階（2棟） |
| 15     | サーカス・サーカス                                                                            | ラスベガス                  | 3,774 | 35/29/15階（3棟） |
| 16     | 品川プリンスホテル                                                                            | 東京都港区                  | 3,679 | メインタワー39階、イーストタワー17階、Ｎタワー17階、アネックスタワー32階。レジデンス14階。日本最大の客室数。 |
| 17     | フラミンゴ・ラスベガス                                                                        | ラスベガス                  | 3,565 | 28階 |
| 18     | ヒルトン・ハワイアン・ビレッジ・ビーチ・リゾート&スパ                                         | ホノルル                    | 3,386 | 7階 |
| 19     | アトランティス・パラダイス・アイランド                                                        | パラダイス島                | 3,200 | |
| 20     | ザ・パラッゾ                                                                                  | ラスベガス                  | 3,068 | 53階 |
| 21     | ディズニー・ポート・オーリンズ・リゾート                                                      | レイク ブエナビスタ         | 3,056 | 3階 |
| 22     | ミラージュ                                                                                    | ラスベガス                  | 3,044 | 30階 |
| 23     | パークMGM                                                                                     | ラスベガス                  | 3,002 | 32階 |
| 24     | ザ・ベネチアン・マカオ                                                                        | マカオ                      | 3,000 | 40階 |
| 25     | ザ・コスモポリタン                                                                            | ラスベガス                  | 2,995 | 53/51階 |
| 26     | LVHラスベガス・ホテル&カジノ                                                                  | ラスベガス                  | 2,956 | 30階 |
| 27     | パリス・ラスベガス                                                                            | ラスベガス                  | 2,916 | 33階 |
| 28     | トレジャー・アイランド                                                                        | ラスベガス                  | 2,884 | 36階 |
| 29     | ゲイロード・オープリーランド・リゾート・アンド・コンベンション・センター                      | ナッシュビル                | 2,881 | 6階 |
| 30     | ディズニー・ポップ・センチュリー・リゾート                                                    | レイク ブエナビスタ         | 2,880 | 4階 |
| 31     | バリーズ                                                                                      | ラスベガス                  | 2,814 | 26階 |
| 32     | ボルガータ                                                                                    | アトランティックシティ      | 2,802 | 43階 |
| 33     | インペリアル・パレス                                                                          | ラスベガス                  | 2,635 | 19階 |
| 34     | オアシス・ビーチ・ホテル                                                                      | アンタルヤ                  | 2,628 | |
| 35     | ハラーズ・アトランティックシティ                                                              | アトランティックシティ      | 2,588 | |
| 36     | ハラーズ                                                                                      | ラスベガス                  | 2,576 | 35/23/15階（3棟） |
| 37     | プラネット・ハリウッド・リゾート・アンド・カジノ                                              | ラスベガス                  | 2,567 | 39階 |
| 38     | マリーナベイ・サンズ                                                                          | シンガポール                | 2,561 | 55階（3棟） |
| 39     | リオ・オール・スイート・ホテル・アンド・カジノ                                                | ラスベガス                  | 2,522 | 42/20階 |
| 40     | ムーン パレス・ゴルフ&スパ                                                                    | リビエラ・マヤ              | 2,457 | |
| 41     | ストラトスフィア                                                                              | ラスベガス                  | 2,444 | 24階（ホテル棟） |
| 42     | ゴールデン・ナゲット・ラスベガス                                                              | ラスベガス                  | 2,345 | 24/22/18階 |
| 43     | ウォルト・ディズニー・ワールド・ドルフィン & ウォルト・ディズニー・ワールド・スワン・リゾート | オーランド                  | 2,265 | [ 6 ] |
| 44     | アパホテル＆リゾート〈横浜ベイタワー〉                                                        | 神奈川県横浜市              | 2,311 | 35階。ホテル1棟としては日本最多。 |
| 45     | トランプ・タージ・マハル                                                                      | アトランティックシティ      | 2,248 | 14/95階（2棟） |
| =46    | ギャラクシー・マカオ                                                                          | マカオ                      | 2,200 | ギャラクシー・ホテル（1,500）、オークラ・ホテル（410）およびバンヤン・ホテル（238）の3つのホテルの複合体。 |
| =46    | シティ・オブ・ドリームズ                                                                      | マカオ                      | 2,200 | ハードロック・ホテル、グランドハイアット・マカオおよびクラウン・タワーの3棟のホテルからなる。 |
| 48     | サウス・ポイント・ホテル カジノ&スパ                                                          | エンタープライズ (ネバダ州) | 2,163 | 25階 |
| 49     | ホテル・ムーン・パレス・カンクン                                                              | カンクン                    | 2,133 | |
| 50     | トロピカーナ・カジノ&リゾート・アトランティックシティ                                         | アトランティックシティ      | 2,129 | |
| 51     | ディズニー・カリビアン・ビーチ・リゾート                                                      | レイク ブエナビスタ         | 2,112 | 2階 |
| 52     | リヴィエラ                                                                                    | ラスベガス                  | 2,100 | 24/17/9階 |
| 53     | ニューヨーク・ニューヨーク                                                                    | ラスベガス                  | 2,024 | 49階 |
| 54     | ハイアットリージェンシーシカゴ                                                                | シカゴ                      | 2,020 | 36階 |
| 55     | アパホテル&リゾート東京ベイ幕張                                                               | 千葉県千葉市                | 2,007 | セントラルタワー50階、ホテル単体の建物として日本最高層。イーストウイング11階、ウエストウイング11階。 |
| =56    | オーランド・マリオット・ワールドセンター                                                      | オーランド                  | 2,000 | 28階 |
| =56    | 張家界大成山水インターナショナル（大成山水国際酒店）                                          | 河北省                      | 2,000 | |
| =56    | ゲイロード・ナショナル・リゾート&コンベンションセンター                                       | ワシントンD.C./オクソンヒル | 2,000 | 18階 |
| =56    | ディズニー・オールスター・ミュージック・リゾート                                              | レイク ブエナビスタ         | 2,000 | 3階 |